# زين أيساكا
زين أيساكا (باليابانية: イサカ ゼイン) (مواليد 29 مايو 1997) هو لاعب كرة قدم ياباني.

## وصلات خارجية
- زين أيساكا على موقع رابطة كرة القدم اليابانية للمحترفين (اليابانية)
- زين أيساكا على موقع إي إس بي إن إف سي (الإنجليزية)
- زين أيساكا على موقع قاعدة بيانات كرة القدم.إي يو (الإنجليزية)
- زين أيساكا على موقع Soccerway.com (الإنجليزية)
- زين أيساكا على موقع عالم كرة القدم.نت (الإنجليزية)